# Die Entwicklung des Sozialismus von der Utopie zur Wissenschaft

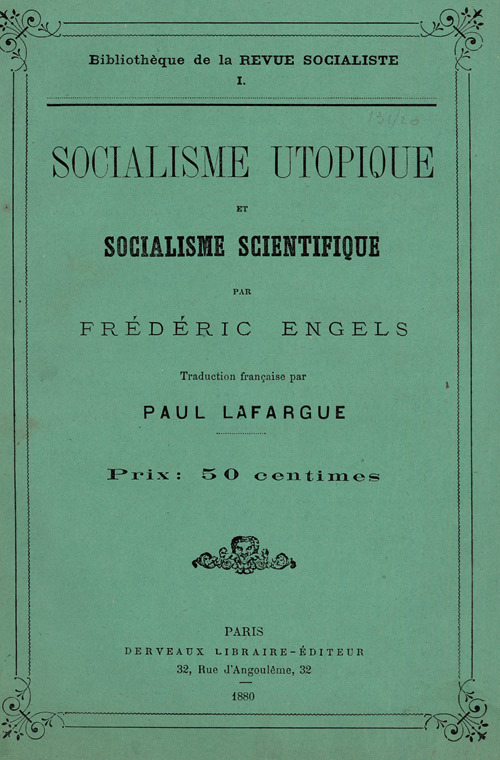
Titelblatt der französischen Erstausgabe, Paris 1880

Die Entwicklung des Sozialismus von der Utopie zur Wissenschaft ist eine 1880 erstmals veröffentlichte Schrift von Friedrich Engels. Nach Marx ist diese Schrift gewissermaßen eine „Einführung in den wissenschaftlichen Sozialismus“.

## Entstehungs- und Veröffentlichungsgeschichte
Geschrieben wurde die etwa 40 Seiten lange Schrift, die auf drei Kapiteln des Anti-Dührings basiert, von Januar bis Mitte März 1880. Paul Lafargue übersetzte die Schrift ins französische und fügte einige Bemerkungen zu. Die Schrift erschien zuerst in französischer Sprache, in der Zeitschrift „La Revue socialiste“, in drei Teilen am 20. März, 20. April und 5. Mai 1880. Im selben Jahr verfasste Marx eine Vorrede zur Schrift. Ebenfalls wurde der Text erneut als Broschüre unter dem Titel „Socialisme utopique et socialisme scientifique“ in Paris herausgegeben. 1882 wurde die Schrift ins Polnische übersetzt. Im März 1883 erschien die erste deutschsprachige Ausgabe mit einem Vorwort Engels’ in Zürich. 1883 erschien eine italienische Ausgabe in Benevento, 1884 eine russische in Genf, 1885 eine dänische in Kopenhagen und 1886 eine spanische in Madrid und eine niederländische in Haag. 1891 erschien eine vierte deutsche Auflage in Berlin, mit der, nach Engels, die ersten drei Auflagen eingerechnet, in Deutschland insgesamt etwa 20.000 Stück der Schrift veröffentlicht worden sind. 1892 folgte eine englischsprachige Ausgabe mit einem Vorwort Engels. Bis 1895 wurde diese Schrift von Engels in 14 Sprachen und insgesamt 57 Ausgaben ganz oder auszugsweise publiziert. Bis 1981 in mehr als 70 Sprachen übersetzt.
Auf Ersuchen meines Freundes Paul Lafargue … richtete ich drei Kapitel [des Anti-Dührings] als Broschüre ein, die er übersetzte und 1880 unter dem Titel "Socialisme utopique et socialisme scientifique" veröffentlichte. Nach diesem französischen Text wurden eine polnische und eine spanische Ausgabe veranstaltet. Im Jahre 1883 brachten unsre deutschen Freunde die Broschüre in der Originalsprache heraus. Seitdem sind auf Grund des deutschen Texts italienische, russische, dänische, holländische und rumänische Übersetzungen veröffentlicht worden. Zusammen mit der vorliegenden englischen Ausgabe ist diese kleine Schrift also in zehn Sprachen verbreitet. Ich wüßte nicht, daß irgendein andres sozialistisches Werk, nicht einmal unser "Kommunistisches Manifest" von 1848 oder Marx' "Kapital", so viele Male übersetzt worden wäre. In Deutschland hat es vier Auflagen von insgesamt etwa 20.000 Exemplaren erlebt. – Engels, Einleitung [zur englischen Ausgabe (1892) der "Entwicklung des Sozialismus von der Utopie zur Wissenschaft"]
Das Marxists Internet Archive stellt die Schrift in 14 Sprachen zur Verfügung. Die Marx-Engels-Werke folgen der vierten deutschen, von Engels vervollständigten Ausgabe. Im Onlinekatalog der Deutschen Nationalbibliothek finden sich etwa 200 Veröffentlichungen der Schrift, beginnend mit dem Jahre 1883 und endend mit 2009.

## Ausgaben
- Friedrich Engels: Socialisme utopique et socialisme scientifique. Traduction francaise par Paul Lafargue. Derveaux Libraire-Éditor, Paris 1880.
- Friedrich Engels: Die Entwicklung des Sozialismus von der Utopie zur Wissenschaft. Druck der Schweizerischen Genossenschaftdruckerei, Hottingen-Zürich 1882
- F. Engels: Socjalizm utopijny a naukowy. Predkład z tłumaczenia francuskiego P. Lafargue'a. Genêve 1882
- Friedrich Engels: Die Entwicklung des Sozialismus von der Utopie zur Wissenschaft. Zweite unveränderte Auflage, Druck der Schweizerischen Genossenschaftdruckerei, Hottingen-Zürich 1883
- Friedrich Engels: Die Entwicklung des Sozialismus von der Utopie zur Wissenschaft. Dritte unveränderte Auflage, Druck der Schweizerischen Genossenschaftdruckerei, Hottingen-Zürich 1883
- F. Engels: Il socialismo utopistico e il socialismo scientifico. Stabilimento Tipografico di F. de Gennaro, Benevenoto 1883[4]
- Friedrich Engels: Die Entwicklung des Sozialismus von der Utopie zur Wissenschaft. Dritte unveränderte Auflage, Druck der Schweizerischen Genossenschaftdruckerei, Hottingen-Zürich 1883 [Neusatz]
- F. Engel's: Razvitie naucnogo socializma. Perevod i predislovie V. I. Zasulič;. Zeneva 1884
- F. Engels: Socialismens Udvikling fra Utopi til Videnskab. Kjöbenhaven 1885 (Socialisk Bibliothek 1)
- Federico Engels: Socialismo utopico y socialismo scientífico. Traductón Antonio Atienza. Ricardo, Madrid 1886[5]
- Friedrich Engels: De ontwikkeling van het Socialisme van Utopie tot Wetenscap. B. Liebers & Co., ’s-Gravenhage 1886[6]
- Friedrich Engels: Die Entwicklung des Sozialismus von der Utopie zur Wissenschaft. Vierte vervollständigte Auflage, Verlag der Expedition des Vorwärts Berliner Volksblatt (Th. Glocke), Berlin 1891
- F. Engels: Socialismul utopic şi socialismus ştinjitic. Trad. Panait Muşoiu,. Bucureşki 1891
- Frederick Engels: Socialism utopian and scientific. Translated by Edward Aveling. With a special introduction by the author.  Swan Sonnenschein & Co., London 1892
- Federico Engels: Socialismo utopistico e socialismo scientifico. Traduzigne di Pasquale Martignetti. Reveduta dall’ authoere. Volume Unico. Flaminio Fantuzzi, Milano 1892[7]
- Friedrich Engels: Die Entwicklung des Sozialismus von der Utopie zur Wissenschaft. Vierte unveränderte Auflage, Druck der Schweizerischen Genossenschaftdruckerei, Hottingen-Zürich 1894
- Friedrich Engels: Socialisme utopie et socialisme scientifique. Die Entwicklung des Sozialismus von der Utopie zur Wissenschaft. Dietz Verlag, Berlin 1980 (Faksimileausgabe)
- Friederich Engels:  Socialisme utopique et socialisme scientifique.[8]
- Friedrich Engels: Die Entwicklung des Sozialismus von der Utopie zur Wissenschaft.[9]